# Arquitectura mogol

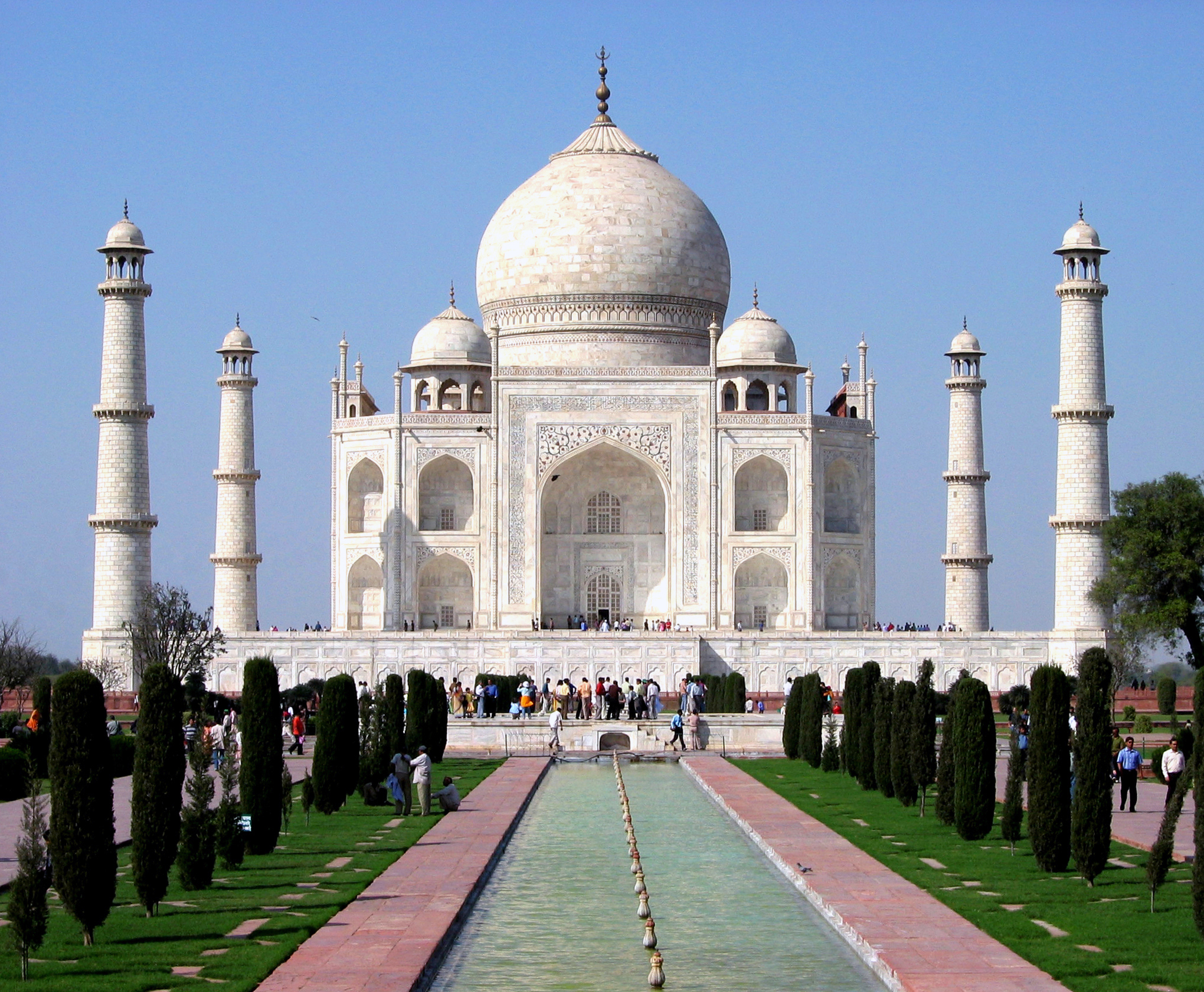
Vista del Taj Mahal, Agra, India

L'arquitectura mogola és l'estil distintiu de l'arquitectura islàmica, persa, hindú i fins i tot turca, desenvolupada per l'Imperi mogol a l'Índia durant el segle xvi. Unint elements musulmans i hindús, l'emperador Akbar va construir la ciutat reial de Fatehpur Sikri, a 42 quilòmetres a l'Oest d'Agra, al final del segle xvi.
L'exemple més famós d'arquitectura mogola és el Taj Mahal, la "llàgrima en la galta del temps", finalitzat el 1648 per l'emperador Xa Jahan en honor de la seva dona favorita, Arjumand Banu Begum —més coneguda com a Mumtaz Mahal, qui va morir donant a llum al seu 14è fill. L'extens ús de pedres precioses i semiprecioses incrustades i la incommensurable quantitat de marbre blanc requerit gairebé van deixar en fallida a l'imperi. El Taj Mahal és completament simètric llevat de pel sarcòfag de Xa Jahan, que està ubicat descentrat en la cripta sota el pis principal. Aquesta simetria estesa a la construcció d'una mesquita mirallejada en arenosa vermella, per complementar la mesquita apuntant a la Meca a l'oest de l'estructura principal.
El Taj Mahal i els Jardins Shalimar del Pakistan són dos llocs en el catàleg del Patrimoni de la Humanitat de la Unesco.